# Publi Plauci Hipseu
Publi Plauci Hipseu (en llatí Publius Plautius Hypsaeus) va ser un magistrat romà del segle i aC.
Va ser tribú de la plebs l'any 54 aC. Era partidari de Gneu Pompeu (del que havia estat qüestor) al que va afavorir en l'exercici del càrrec i va fer aprovar l'encàrrec al seu patró de restaurar a Ptolemeu XII Auletes (80 aC-58 aC) al tron egipci, que va ocupar l'any 55 aC.
Era candidat al consolat enfront de Tit Anni Papià Miló, i va tenir el suport de Publi Clodi Pulcre i les seves milícies. Junt amb el candidat Quint Cecili Metel Escipió va participar en els fets violents del moment. Després de la mort de Clodi, Hipseu i Escipió van assetjar a l'interrex Marc Emili Lèpid a la seva pròpia casa durant cinc dies, perquè volia impedir la celebració il·legal dels comicis. Va acusar Miló del crim de Clodi i la defensa d'aquest va demanar que els esclaus d'Hipseu que l'acusaven fossin sotmesos a tortura per veure si deien la veritat, però aviat els seus mateixos amics va aconseguir la seva sortida cap a un desterrament voluntari per suborns en el seu intent de ser cònsol. Pompeu el va abandonar.